# Савко-Бахтеев, Владимир Владимирович
Влади́мир Влади́мирович Савко́-Бахте́ев (укр. Володимир Володимирович Савко-Бахтєєв) — украинский военнослужащий, младший лейтенант, участник российско-украинской войны. Герой Украины (2024).

## Биография
Служит в составе 8-го отдельного полка специального назначения Сил специальных операций Вооружённых сил Украины. Принимал участие вАТО и ООС на востоке Украины. С началом российского вторжения в Украину продолжил службу. Благодаря его мужеству и профессионализму было уничтожено значительное количество оккупантов и вражеской техники.

## Награды
- Звание «Герой Украины» с удостоением ордена «Золотая Звезда» (26 июля 2024) — за личное мужество и героизм, проявленные в защите государственного суверенитета и территориальной целостности Украины, верность военной присяге[1].
- Медаль «За военную службу Украине» (29 июля 2016) — за личное мужество и отвагу, проявленные в защите государственных интересов, укрепление обороноспособности и безопасности Украины[2].
- Орден «За мужество» II степени (28 июля 2023) — за личное мужество и самоотверженные действия, проявленные в защите государственного суверенитета и территориальной целостности Украины[3].
- Орден «За мужество» III степени (17 июня 2022) — за личное мужество и самоотверженные действия, проявленные в защите государственного суверенитета и территориальной целостности Украины, верность военной присяге[4].